# Lasioglossum atricrum
Lasioglossum atricrum is een vliesvleugelig insect uit de familie Halictidae. De wetenschappelijke naam van de soort is voor het eerst geldig gepubliceerd in 1903 door Vachal.